# Chionaema palawanica
Chionaema palawanica là một loài bướm đêm thuộc phân họ Arctiinae, họ Erebidae.